# Giovanni Battista Castrucci
Giovanni Battista Castrucci (Lucca, 1541 – Lucca, 18 agosto 1595) è stato un cardinale e arcivescovo cattolico italiano.
Segretario di papa Sisto V, fu arcivescovo di Chieti (1585-1591) e prefetto del Tribunale della Segnatura Apostolica (1585-1595).

## Biografia
Nacque da una nobile famiglia del patriziato lucchese: figlio di Vincenzo Castrucci e di Angela Gigli, venne educato presso le principali università italiane e nel 1564 ottenne un dottorato in utroque iure. Si dedicò inizialmente all'attività politica e fu senatore della repubblica di Lucca.
Ricevuta la tonsura, si trasferì a Roma, dove entrò a servizio del cardinale francescano Felice Peretti (eletto poi papa col nome di Sisto V), grazie al quale fu nominato Canonico del Capitolo di San Pietro e poi Datario e prelato domestico del Papa.
Il 21 ottobre 1585 Sisto V lo elesse arcivescovo di Chieti e ricevette l'ordine episcopale il 3 novembre dello stesso anno nella cappella Sistina dal vescovo di Novara, il cardinale Giovanni Antonio Serbelloni: fu quasi sempre assente da Chieti, continuando ad occuparsi degli affari della Curia Romana, e delegò l'amministrazione dell'arcidiocesi a dei vicari.
Fu creato cardinale-presbitero del titolo di Santa Maria in Aracoeli nel concistoro del 18 dicembre 1585 e fu nominato Prefetto del Tribunale della Segnatura Apostolica: per questi nuovi impegni, il 20 marzo 1591 rinunciò alla carica di arcivescovo di Chieti prima in favore del suo concittadino e familiare Orazio Sanminiato e, alla morte di questi, in favore di suo cugino Matteo.
Partecipò ai due conclavi del 1590 e a quelli del 1591 e del 1592 (quelli da cui uscirono eletti i papi rispettivamente Urbano VII, Gregorio XIV, Innocenzo IX e Clemente VIII). Il 14 febbraio 1592 venne trasferito al titolo dei Santi Giovanni e Paolo.
Morì improvvisamente a Lucca nel 1595 e venne sepolto nella locale chiesa dei Frati minori osservanti.

## Genealogia episcopale e successione apostolica
La genealogia episcopale è:
- Arcivescovo Filippo Archinto
- Papa Pio IV
- Cardinale Giovanni Antonio Serbelloni
- Cardinale Giovanni Battista Castrucci

La successione apostolica è:
- Vescovo Lelio Morelli (1586)
- Cardinale Antonio Maria Gallo (1586)
- Patriarca Antonio Grimani (1587)
- Vescovo Pietro Francesco Montorio (1594)